# 山桂花属
山桂花属（学名：Bennettiodendron）是杨柳科下的一个属，为灌木或乔木植物。该属共有披针叶山桂花（B. lanceolatum）、山桂花（B. leprosipes）等3种，分布于印度、马来西亚和中国两广和云南。